# Partidomomonia polyplacophora
Partidomomonia polyplacophora är en kvalsterart som beskrevs av Cook 1983. Partidomomonia polyplacophora ingår i släktet Partidomomonia och familjen Momoniidae. Inga underarter finns listade i Catalogue of Life.